# Khomām
Khomām (persiska: خمام) är en ort i Iran.   Den ligger i provinsen Gilan, i den nordvästra delen av landet, 240 km nordväst om huvudstaden Teheran. Antalet invånare är 12 901.
Terrängen runt Khomām är mycket platt. Runt Khomām är det tätbefolkat, med 659 invånare per kvadratkilometer. Närmaste större samhälle är Rasht, 14,1 km söder om Khomām. Trakten runt Khomām består till största delen av jordbruksmark.